# W.A.R. (We Are Renegades)
W.A.R. (We Are Renegades) è il terzo album del rapper statunitense Pharoahe Monch, pubblicato il 22 marzo 2011 e distribuito da W.A.R. Media e Duck Down. Buckshot è tra i produttori esecutivi dell'album, alle produzioni anche Marco Polo e Diamond D tra gli altri. Partecipano al terzo prodotto di Monch, Immortal Technique, Vernon Reid, Styles P, Royce da 5'9", Citizen Cope e Jill Scott.
L'album è accolto positivamente dalla critica ed entra nella Billboard 200.
| Recensione | Giudizio |
| ---------- | -------- |
| AllMusic   | [ 1 ]    |
| Spin       | [ 2 ]    |
| RapReviews | [ 3 ]    |
| HipHopDX   | [ 4 ]    |
| Okayplayer | 92/100   |

## Tracce
1. The Warning (featuring Idris Elba) – 0:52 (testo: Troy Jamerson – musica: Pharoahe Monch)
2. Calculated Amalgamation – 2:48 (testo: Jamerson, Neil Singh – musica: Lion's Share Music Group)
3. Evolve – 2:40 (testo: Aleksander Manfredi, Jamerson – musica: Exile)
4. W.A.R. (featuring Immortal Technique & Vernon Reid) – 3:30 (testo: Jamerson, Marco Bruno – musica: Marco Polo)
5. Clap (One Day) (featuring Showtyme & DJ Boogie Blind) – 3:30 (testo: Jamerson, Mark London – musica: M-Phazes)
6. Black Hand Side (featuring Styles P & Phonte) – 4:31 (testo: David Styles, Jamerson, Michael Warren – musica: Mike Loe)
7. Let My People Go – 3:55 (testo: Fatin Horton, Jamerson – musica: Fatin "10" Horton)
8. Shine (featuring MeLa Machinko) – 4:08 (testo: Jamerson, Joseph Kirkland – musica: Diamond D)
9. Haile Selassie Karate (featuring Mr. Porter) – 2:23 (testo: Jamerson, Sam Baker, Larissa Conner – musica: Samiyam)
10. The Hitman – 3:25 (testo: Jamerson, Landon – musica: M-Phazes)
11. Assassins (featuring Jean Grae & Royce da 5'9") – 4:32 (testo: Jamerson, Landon, Tsidi Ibrahim, Ryan Montgomery – musica: M-Phazes)
12. The Grand Illusion (Circa 1973) (featuring Citizen Cope) – 5:16 (testo: Ibrahim, Jamerson, Adam Deitch, Eric Krasno – musica: Fyre Dept.)
13. Still Standing (featuring Jill Scott) – 5:18 (testo: Jamerson, Landon, Conner – musica: M-Phazes)

Durata totale: 46:48

## Classifiche

### Classifiche settimanali
| Classifica (2011)         | Posizione massima |
| ------------------------- | ----------------- |
| Stati Uniti               | 55                |
| US Independent Albums     | 9                 |
| US Top Rap Albums         | 7                 |
| US Top R&B/Hip-Hop Albums | 14                |